# Északkeleti régió (Izland)
Az Északkeleti régió (izlandiul Norðurland eystra, kiejtése: ˈnɔrðʏrˌlant ˈeistra) Izland nyolc régiójának egyike. Székhelye és legnagyobb városa Akureyri.
A környékbeli önkormányzatok korábbi egyesülése miatt a 2000-es években területe megnőtt.

## Fordítás
- Ez a szócikk részben vagy egészben  a   Norðurland eystra című izlandi Wikipédia-szócikk ezen változatának fordításán alapul.  Az eredeti cikk szerkesztőit annak laptörténete sorolja fel. Ez a jelzés csupán a megfogalmazás eredetét és a szerzői jogokat jelzi, nem szolgál a cikkben szereplő információk forrásmegjelöléseként.
- Ez a szócikk részben vagy egészben  a   Northeastern Region (Iceland) című angol Wikipédia-szócikk ezen változatának fordításán alapul.  Az eredeti cikk szerkesztőit annak laptörténete sorolja fel. Ez a jelzés csupán a megfogalmazás eredetét és a szerzői jogokat jelzi, nem szolgál a cikkben szereplő információk forrásmegjelöléseként.